# Капитанский мундир
Капитанский мундир — рассказ Антона Павловича Чехова. Впервые опубликован в 1885 году в журнале «Осколки» № 4 от 26 января с подписью А. Чехонте.

## Публикации
Рассказ Чехова «Капитанский мундир» был впервые опубликован в 1885 году в журнале «Осколки» № 4 от 26 января с подписью А. Чехонте, в 1886 году рассказ был включён в сборник «Пестрые рассказы», вошёл в издание А. Ф. Маркса.
При жизни Чехова рассказ переводился на болгарский, немецкий, польский, сербскохорватский, словацкий и чешский языки.

## Критика
Критика своевременно откликнулась на рассказ, отметив в нём отображение «униженного и оскорблённого» человека. Критик В. Гольцев писал: «Чехов хорошо понимает зло несправедливых и несвободных общественных условий…», «то нравственное искалечение, которому подвергались люди при крепостном праве».
Критик Басаргин в 1900 году относил рассказ к произведениям, в которых «из-за раскатов безобидного смеха» «слышится горечь сожаления и досады на нашу сплошь и рядом жалкую и пошлую действительность».

## Персонажи
- Меркулов, портной;
- Аксинья, жена портного;
- Урчаев, капитан.

## Сюжет
Действие рассказа происходит утром в уездом городе. Рано утром в кабаке собрались нетрезвые портной Меркулов, городовой Жратва и казначейский рассыльный Смехунов. Между ними произошёл разговор. Портной Меркулов рассуждал о том, как он шил мундиры для знатных особ и для исправников, которых в Петербурге «как собак нерезаных». Настал полдень, а Меркулов все говорил и говорил — теперь уже для дьячка. Дьяк увещевал портного, что он возомнил о себе, но бога и религию не должно забывать.
Потом Меркулова позвала его жена, Аксинья, сказав, что дома его какой-то офицер искал. Вернувшись домой, Меркулов нашёл там капитана, который хотел заказать портному сшить мундир. Портной согласился и снял с капитана мерку. Деньги на сукно он взял у жены, полученные ею за проданную корову. Через неделю мундир был готов. Меркулов отправился с ним к капитану. Вернулся он без мундира и без денег. Решив, что капитан расплатится позднее, он на третий отправился за получкой. Однако капитан распорядился прогнать его «в шею». То же он слышал и в последующие выходные. Постоянные походы к капитану ему даже стали нравиться, а окрики — «гони в шею» стали звучать «сладкой мелодией». Аксинья же каждый раз спрашивала о деньгах.
Однажды Меркулов возвращался с женой с рынка и увидел, как по улице гонится за кем-то капитан Урчаев с криком: «Я научу тебя, протобестия, как играть с порядочными людьми!»
Жена заставила портного подойти к капитану и заговорить о деньгах. На это капитан послал Меркулова прочь, назвал тлёй и, разозлившись, ударил. Однако для портного это не было чем-то необычным. Так же с ним расправлялись барон Шпуцель, Эдуард Карлыч и подпоручик Зембулатов. Махнув рукой, он пошёл домой.